# Tanti piccoli fuochi
Tanti piccoli fuochi è un romanzo di Celeste Ng, pubblicato nel 2017.

## Trama
La storia è ambientata sul finire degli anni '90 a Shaker Heights, in Ohio, dove Ng è cresciuta.
La villa della ricca famiglia Richardson viene distrutta da tanti piccoli incendi, appiccati in ogni stanza della casa. La colpa ricade subito sulla figlia minore, Izzy, la pecora nera della famiglia. Nello stesso giorno, Mia e Pearl Warren, affittuarie di una piccola casa di proprietà dei Richardson, abbandonano la città. 
Il racconto a questo punto si sposta ad un anno prima, quando Mia, afroamericana, madre single e fotografa spiantata, e sua figlia Pearl, una quindicenne timida ed estremamente intelligente, prendono in affitto la casa da Elena Richardson. Pearl stringe presto amicizia con Moody, uno dei quattro figli dei Richardson, e inizia a trascorrere molto tempo a casa sua. La ragazzina, abituata ad uno stile di vita nomade e frugale, rimane inevitabilmente affascinata dalla ricca famiglia, in particolare da Lexie e Trip, i belli e carismatici fratelli maggiori di Moody.  
Nel frattempo, Mia lavora part-time ad un ristorante cinese per poter supportare se stessa e sua figlia e, contemporaneamente, avere abbastanza tempo da dedicare alle sue artistiche composizioni fotografiche, vendute da un'amica nella sua galleria d'arte a New York. Mia non vede di buon'occhio la crescente passione di Pearl per i Richardson e la loro influenza su di lei. Quando Elena Richardson le offre un lavoro come domestica in casa sua, decide di accettare per tenere d'occhio sua figlia.  
Durante il suo primo giorno di lavoro, Mia fa conoscenza con la ribelle Izzy, che è appena sospesa da scuola per aver difeso una sua compagna di classe dagli attacchi razzisti dell'insegnante di musica. A differenza dei suoi genitori, Mia tratta Izzy come un'adulta, offrendole ascolto e consigli. Izzy resta così affascinata da questa donna così lontana dallo stile di vita borghese e ipocrita a cui è abituata e che lei tanto disprezza, e si offre di farle da assistente fotografa.   

## Adattamento televisivo
Dal libro è stata tratta una miniserie televisiva, con protagoniste Reese Witherspoon e Kerry Washington, trasmessa su Hulu a partire dal 18 marzo 2020.